# Henri d'Ormesson
Henri François de Paule Le Fèvre, markýz d'Ormesson (8. května 1751 Paříž – 12. dubna 1808 tamtéž) byl francouzský politik.

## Životopis
Narodil se ve šlechtické rodině, ze které pocházelo několik královských úředníků. Jako jeho otec se stal státním radou a intendantem financí a rovněž ředitelem královského penzionátu pro šlechtice (Maison Royale de Saint-Louis) v Saint-Cyr. 29. března 1783 jej Ludvík XVI. jmenoval ministrem financí (contrôleur général des finances). Do úřadu byl jmenován v době, kdy bylo třeba urychleně splatit půjčky na americkou válku. 5. dubna 1783 proto využil tradiční formu veřejné půjčky a vypsal loterii na 24 miliónů. Vinou dalších záruk se mu však nepodařilo urovnat státní finance a proto byl 1. listopadu 1783 z funkce odvolán. V roce 1787 se stal členem výboru pro řešení sporů departementů a v prosinci 1788 spolupracoval na volebních pravidlech pro svolání generálních stavů. 16. srpna 1789 byl jmenován velitelem Národní gardy ve své čtvrti. V říjnu 1790 byl zvolen soudcem soudu 6. pařížského obvodu. 18. ledna 1791 byl jmenován správcem pařížského departementu. Dne 21. listopadu 1792 byl zvolen starostou města Paříže, ovšem kvůli výhrůžným dopisům vzápětí odstoupil. 30. března 1793 se uchýlil na svůj zámek Ormesson. Ovšem 20. prosince byl zatčen a umístěn do domácího vězení v Paříži v paláci Le Peletier de Saint-Fargeau, kde byl vězněn od 27. března do 6. října 1794. Po propuštění pokračoval jako správce pařížského departementu.